# Gnophomyia pulvinaris
Gnophomyia pulvinaris là một loài ruồi trong họ Limoniidae. Chúng phân bố ở vùng Tân nhiệt đới.